# Adobe Color
Adobe RGB (1998) là không gian màu được phát triển bởi Adobe Systems, Inc. vào năm 1998. Nó được thiết kế để bao gồm hầu hết các màu có thể đạt được trên máy in màu CMYK, nhưng bằng cách sử dụng màu chính RGB trên thiết bị như máy tính hiển thị. Không gian màu Adobe RGB (1998) bao gồm khoảng 50% màu nhìn thấy được chỉ định bởi không gian màu CIELAB - cải thiện gam màu của không gian màu sRGB, chủ yếu là màu xanh lục lam.

## Bối cảnh lịch sử
Bắt đầu từ năm 1997, Adobe Systems đã xem xét việc tạo hồ sơ ICC mà người tiêu dùng có thể sử dụng cùng với các tính năng quản lý màu mới của Photoshop. Vì không có nhiều ứng dụng tại thời điểm đó có bất kỳ quản lý màu ICC nào, hầu hết các hệ điều hành không cung cấp các cấu hình hữu ích.
Trưởng nhóm phát triển Photoshop, Thomas Knoll quyết định xây dựng hồ sơ ICC xung quanh các thông số kỹ thuật mà anh tìm thấy trong tài liệu về tiêu chuẩn SMPTE 240M, tiền thân của Rec. 709. Gam màu của SMPTE 240M rộng hơn không gian màu sRGB, nhưng không nhiều. Tuy nhiên, với việc phát hành Photoshop 5.0 sắp tới, Adobe đã đưa ra quyết định đưa hồ sơ vào phần mềm.
Mặc dù người dùng yêu thích dải màu tái tạo rộng hơn, những người quen thuộc với thông số kỹ thuật SMPTE 240M đã liên hệ với Adobe, thông báo cho công ty rằng họ đã sao chép các giá trị mô tả các nguyên tắc lý tưởng hóa, chứ không phải các tiêu chuẩn thực tế. Các giá trị thực gần với sRGB hơn, điều mà người tiêu dùng Photoshop không thích làm môi trường làm việc. Để làm cho vấn đề tồi tệ hơn, một kỹ sư đã mắc lỗi khi sao chép tọa độ màu chính màu đỏ, dẫn đến sự thể hiện thậm chí không chính xác hơn của tiêu chuẩn SMPTE.
Adobe đã thử rất nhiều chiến thuật để sửa cấu hình, chẳng hạn như sửa lỗi chính màu đỏ và thay đổi điểm trắng để phù hợp với tiêu chuẩn của CIE Standard Illuminant D50, tuy nhiên tất cả các điều chỉnh đã khiến chuyển đổi CMYK trở nên tồi tệ hơn trước. Cuối cùng, Adobe đã quyết định giữ hồ sơ "không chính xác", nhưng đã đổi tên thành Adobe RGB (1998) để tránh tìm kiếm thương hiệu hoặc vi phạm.

## Thông số kỹ thuật

### Điều kiện xem tham khảo
| Tham số                      | Giá trị                                       |
| ---------------------------- | --------------------------------------------- |
| Mức độ chói trắng            | 160,00 cd / m 2                               |
| Mức độ chói của điểm đen     | 0,5557 cd / m 2 (0,34731% độ chói điểm trắng) |
| Độ tương phản                | 287,9                                         |
| Mức độ chiếu sáng xung quanh | 32 lx                                         |
| Tham chiếu mức độ bao quanh  | 32,00 cd / m 2 (20% độ chói điểm trắng)       |
| Xem Surround                 | 2 cd / m 2                                    |

Trong Adobe RGB (1998), màu sắc được chỉ định là bộ ba [ R, G, B ], trong đó mỗi thành phần R, G và B có các giá trị nằm trong khoảng từ 0 đến 1. Khi được hiển thị trên màn hình, màu sắc chính xác của điểm trắng tham chiếu [1,1,1], điểm đen tham chiếu [0,0,0] và các điểm gốc ([1,0,0], [0,1,0] và [0,0,1 ]) Được xác định. Để đáp ứng các yêu cầu về màu sắc của không gian màu, độ chói của màn hình phải là 160,00 cd / m 2 tại điểm trắng và 0,5557 cd / m 2 tại điểm đen, hàm ý tỷ lệ tương phản là 287,9. Hơn nữa, điểm đen sẽ có cùng sắc độ với điểm trắng, nhưng với độ chói bằng 0,34731% độ chói của điểm trắng.  Mức chiếu sáng xung quanh ở mặt bảng màn hình khi tắt màn hình phải là 32 lx.
Như với sRGB, các giá trị thành phần RGB trong Adobe RGB (1998) không tỷ lệ thuận với độ chói. Thay vào đó, một gamma 2.2 được giả sử, không có phân đoạn tuyến tính gần 0 có trong sRGB. Giá trị gamma chính xác là 563/256, hoặc 2.19921875. Trong vùng phủ sóng của không gian màu CIE 1931, không gian màu Adobe RGB (1998) chiếm 52,1%.
Màu sắc của các màu cơ bản và điểm trắng, cả hai đều tương ứng với Tiêu chuẩn chiếu sáng C65 D65, như sau: 
|                  | x      | y      |
| ---------------- | ------ | ------ |
| Màu đỏ           | 0,6400 | 0,3300 |
| màu xanh lá      | 0,2100 | 0,7100 |
| Màu xanh da trời | 0.1500 | 0,0600 |
| trắng            | 0,3127 | 0,3290 |

Các giá trị tristimulus XYZ tuyệt đối tương ứng cho các điểm trắng và đen hiển thị tham chiếu như sau: 
|       | X      | Y      | Z      |
| ----- | ------ | ------ | ------ |
| trắng | 152,07 | 160,00 | 174,25 |
| Đen   | 0,5282 | 0,5557 | 0,6052 |

Các giá trị tristimulus XYZ được chuẩn hóa có thể thu được từ độ chói tuyệt đối X a Y a Z một giá trị tristimulus như sau:
{\ displaystyle X = {\ frac {X_ {a} -X_ {K}} {X_ {W} -X_ {K}}} {\ frac {X_ {W}} {Y_ {W}}}}
{\ displaystyle Y = {\ frac {Y_ {a} -Y_ {K}} {Y_ {W} -Y_ {K}}}}
{\ displaystyle Z = {\ frac {Z_ {a} -Z_ {K}} {Z_ {W} -Z_ {K}}} {\ frac {Z_ {W}} {Y_ {W}}}}
Trong đó X K Y K Z K và X W Y W Z W là tham chiếu hiển thị các điểm đen và trắng trong bảng trên.
Việc chuyển đổi giữa XYZ được chuẩn hóa thành và từ các giá trị tristimulus của Adobe RGB có thể được thực hiện như sau:
{\ displaystyle {\ started {bmatrix} R \\ G \\ B \ end {bmatrix}} = {\ started {bmatrix} 2.04159 & -0.56501 & -0.34473 \\ - 0.96924 & 1.87597 & 0.04156 \\ 0.01344 & - 0.11836 & 1.01517 \ end {bmatrix}} {\ started {bmatrix} X \\ Y \\ Z \ end {bmatrix}}}
{\ displaystyle {\ started {bmatrix} X \\ Y \\ Z \ end {bmatrix}} = {\ started {bmatrix} 0.57667 & 0.18556 & 0.18823 \\ 0.29734 & 0.62736 & 0.07529 \\ 0,02703 & 0,07069 & 0. 99134 \ end {bmatrix}} {\ started {bmatrix} R \\ G \\ B \ end {bmatrix}}}

### Mã hóa hình ảnh màu ICC PCS
Một hình ảnh trong Không gian kết nối hồ sơ ICC (PCS) được mã hóa bằng mã hóa hình ảnh màu Adobe RGB (1998) 24 bit. Thông qua việc áp dụng ma trận 3x3 bên dưới (xuất phát từ sự đảo ngược của tọa độ sắc độ không gian màu và sự thích ứng màu sắc với CIE Standard Illuminant D50 bằng cách sử dụng ma trận biến đổi Bradford), các giá trị tristimulus bình thường của hình ảnh đầu vào được chuyển thành giá trị tristimulus RGB. Các giá trị thành phần sẽ được cắt theo phạm vi [0, 1].
{\ displaystyle {\ started {bmatrix} R \\ G \\ B \ end {bmatrix}} = {\ started {bmatrix} 1.96253 & -0.61068 & -0.34137 \\ - 0.97876 & 1.91615 & 0.03342 \\ 0.02869 & - 0.14067 & 1.34926 \ end {bmatrix}} {\ started {bmatrix} X \\ Y \\ Z \ end {bmatrix}}}
Các giá trị tristimulus RGB sau đó được chuyển đổi thành các giá trị thành phần Adobe RGB R'G'B ' thông qua việc sử dụng các hàm truyền thành phần sau:
{\ displaystyle R '= R ^ {\ frac {1} {2.19921875}},} {\ displaystyle G '= G ^ {\ frac {1} {2.19921875}},} {\ displaystyle B '= B ^ {\ frac {1} {2.19921875}}}
Các giá trị thành phần kết quả sau đó sẽ được biểu diễn dưới dạng mã hóa dấu phẩy động hoặc số nguyên. Nếu cần phải mã hóa các giá trị từ PCS trở lại không gian thiết bị đầu vào, có thể thực hiện ma trận sau:
{\ displaystyle {\ started {bmatrix} X \\ Y \\ Z \ end {bmatrix}} = {\ started {bmatrix} 0.60974 & 0.20528 & 0.14919 \\ 0.31111 & 0.62567 & 0.06322 \\ 0.01947 & 0.06087 & 0. 74456 \ end {bmatrix}} {\ started {bmatrix} R \\ G \\ B \ end {bmatrix}}}

## So sánh với sRGB

### Gamut
So sánh không gian gam màu Adobe RGB (1998) và không gian gam màu sRGB trong sơ đồ sắc độ CIE 1931 xy. Gam màu sRGB thiếu màu xanh lục lam.
sRGB là một không gian màu RGB được đề xuất bởi HP và Microsoft vào năm 1996 để xấp xỉ gam màu của các thiết bị hiển thị máy tính (CRT) phổ biến nhất (sau đó). Vì sRGB đóng vai trò là thước đo "dự đoán tốt nhất" về cách màn hình của người khác tạo ra màu sắc, nên nó đã trở thành không gian màu tiêu chuẩn để hiển thị hình ảnh trên Internet. Gam màu của sRGB chỉ bao gồm 35% màu có thể nhìn thấy được chỉ định bởi CIE, trong khi Adobe RGB (1998) bao gồm hơn 50% tất cả các màu có thể nhìn thấy. Adobe RGB (1998) mở rộng sang các cyber và green phong phú hơn so với sRGB - cho tất cả các mức độ chói. Hai gam màu thường được so sánh ở các giá trị âm trung (độ chói ~ 50%), nhưng sự khác biệt rõ ràng là rõ ràng trong bóng tối (~ 25% độ chói) và độ nổi bật (~ 75% độ chói). Trên thực tế, Adobe RGB (1998) mở rộng lợi thế của mình sang các khu vực có màu cam, vàng và đỏ tươi dữ dội.
Mặc dù có sự khác biệt đáng kể giữa các phạm vi gam màu trong biểu đồ sắc độ CIE xy, nhưng nếu các tọa độ được chuyển đổi để phù hợp với biểu đồ sắc độ của CIE, minh họa cho phương sai cảm nhận của mắt rõ hơn, thì sự khác biệt trong khu vực màu xanh lá cây là ít phóng đại. Ngoài ra, mặc dù về mặt lý thuyết, Adobe RGB (1998) có thể đại diện cho dải màu rộng hơn, không gian màu đòi hỏi phần mềm đặc biệt và quy trình làm việc phức tạp để sử dụng toàn bộ phạm vi của nó. Mặt khác, các màu được sản xuất sẽ được nén thành một phạm vi nhỏ hơn (làm cho chúng trông có vẻ mờ hơn) để phù hợp với gam màu được sử dụng rộng rãi hơn của sRGB.

### Phân phối độ sâu bit
Mặc dù không gian làm việc Adobe RGB (1998) rõ ràng cung cấp nhiều màu sắc hơn để sử dụng, một yếu tố khác cần xem xét khi lựa chọn giữa các không gian màu là cách mỗi không gian ảnh hưởng đến việc phân phối độ sâu bit của hình ảnh. Các không gian màu với các gam lớn hơn "kéo dài" các bit trên một vùng màu rộng hơn, trong khi các gam nhỏ hơn tập trung các bit này trong một vùng hẹp.
Một sự tập trung tương tự nhưng không sâu sắc như độ sâu bit xảy ra với Adobe RGB (1998) so với sRGB, ngoại trừ trong ba chiều chứ không phải một chiều. Không gian màu Adobe RGB (1998) chiếm khối lượng lớn hơn khoảng 40% so với không gian màu sRGB, kết luận rằng người ta sẽ chỉ khai thác 70% độ sâu bit có sẵn nếu màu sắc trong Adobe RGB (1998) là không cần thiết.  Ngược lại, người ta có thể có nhiều bit "dự phòng" nếu sử dụng hình ảnh 16 bit, do đó phủ nhận mọi sự giảm do lựa chọn không gian làm việc.